# Depo (мережа магазинів)
SIA Depo DIY — зареєстрована в Латвії компанія, яка керує мережею магазинів будівельних матеріалів, товарів для саду та господарства під брендом DEPO у Латвії, Литві та Естонії. Компанія була заснована у 2004 році, а її головний офіс розташований у Дрейліни, Стопінського краю, Ропажського району. Перший магазин відкрився у 2005 році.
У Латвії працює 9 магазинів DEPO, у Литві — 7, а в Естонії — один. Перший магазин DEPO в Естонії відкрився в Таллінні 14 жовтня 2020 року.